# کیدو ماتسوکو
کیدو ماتسوکو ((به ژاپنی: 木戸 松子 Kido Matsuko) یا ایکوماتسو; ۲۲ نوامبر ۱۸۴۳ – ۱۰ آوریل ۱۸۸۶) یک گیشا اهل ژاپن بود. او معشوقه (و بعدها همسر) کاتسورا کوگورو (بعدها کیدو تاکایوشی) بود که یکی از سه قهرمان برجسته نوسازی میجی شد.